# Woldemar von Boeckmann
Pour les articles homonymes, voir Boeckmann.
Woldemar Alexander Valerian von Boeckmann (en russe:Влади́мир Алекса́ндрович Бе́кман, prononcer Vladimir Alexandrovitch Bekman) né le 31 mai 1848 à Saint-Pétersbourg et mort le 26 novembre 1923 à Halila en Finlande, est un haut fonctionnaire militaire de l'Empire russe d'ascendance allemande et de confession luthérienne, qui fut gouverneur général de Finlande et qui atteignit le grade de général de cavalerie. Il était inscrit dans les registres de la noblesse pétersbourgeoise.

## Biographie
Il étudie au lycée classique no 3 de Saint-Pétersbourg et entre dans l'armée impériale en 1864. Il termine l'école de cavalerie Nicolas en 1866 et devient cornette des uhlans de la Garde de SMI, jusqu'en 1870. Il fait carrière dans la cavalerie jusqu'à atteindre le grade de major-général en 1891 (au régiment du 29e dragons d'Odessa), de lieutenant-général en 1899 et de général de cavalerie en 1907.
Boeckmann est nommé en 1905 à la tête du 20e corps d'armée stationné à Riga et gouverneur de Courlande en 1905-1806, puis à la tête du 22e corps d'armée stationné à Helsingfors et  gouverneur du grand-duché de Finlande du 2 février 1908 au 24 novembre 1909. Il succède au libéral Gerhard. Il tente de prolonger l'apaisement et les réformes qui avaient été appuyées par Gerhard, mais n'est pas soutenu par Saint-Pétersbourg, favorable plutôt à la répression. De plus, les activités de révolutionnaires russes installés en Finlande devant être surveillées, le gouverneur général est obligé dans le courant de 1908 de renforcer la surveillance policière. Il doit aussi affronter l'opposition du parti suédophone de la diète.
Franz Albert Seyn lui succède, mettant en avant une politique répressive et intensifiant la russification.

## Source
- (de) Institut für Ost- und Südosteuropaforschung